# 高栁秀平
高栁 秀平（たかやなぎ しゅうへい）は、元NHKのアナウンサー。

## 人物
神奈川県横浜市出身。幼少期にマレーシアに在住経験がある帰国子女。
早稲田実業学校高等部、早稲田大学卒業後、2016年に日本放送協会に入局。初任地はNHK熊本放送局。2022年9月30日付で退職し、翌日博報堂DYメディアパートナーズグループへ転職。

## 嗜好・挿話
- 趣味は野球とゴルフ[3]、好きな料理はタイ料理[2]。
- 同期の中では佐々木芳史と特に仲が良く、ツーショット写真も度々上がっている[4][5][6]。
- 静岡放送局に赴任してから2年目には、富士山を自ら撮影・取材する「ふじさんぽ」というコーナーを持っていた[7]。

## 過去の担当番組
熊本放送局時代（2016年度 - 2018年度）
- クマロク!（リポーター）
- 熊本県のニュース
- 熊本放送局コールサインアナウンス

静岡放送局時代（2019年度 - 2021年度）
- NHKニュース たっぷり静岡（キャスター：2019年4月1日 - 2022年4月1日）（2020年度からは佐藤あゆみと隔週で担当）
- 静岡県のニュース・中継・リポート
- ニュースしずおか845（不定期）
- おはよう静岡（不定期）[8]
- ラジオ深夜便 （2019年8月12日）- インタビュー聴き手[9]
- NHKニュースおはよう日本（代理キャスター：4:30 - 6:00）（2020年8月24日 - 28日）[10]
- ニュースウオッチ9（代理フィールドリポーター）（2021年9月27日 - 10月1日）
- インタビューここから ラグビー元日本代表 五郎丸歩（聞き手）（2021年11月23日）[11]

東京アナウンス室時代（2022年4月 - 2022年9月）
- ニュースウオッチ9（リポーター、スポーツキャスター）（2022年4月4日 - 2022年9月[12]）

## 同期のNHKアナウンサー
- 浅野里香
- 江原啓一郎
- 押尾駿吾
- 小野文明
- 川﨑理加
- 佐々木芳史
- 澤田拓海
- 佐藤あゆみ（退職→フリーアナウンサー）
- 竹野大輝
- 中川安奈（退職→ホリプロ）
- 中村慎吾
- 法性亮太
- ホルコムジャック和馬